# Fritz Busch
Fritz Busch (Siegen (Rin del Nord-Westfàlia), 13 de març, 1890 - Londres (Regne Unit), 14 de setembre, 1951) va ser un director d'orquestra i director d'òpera alemany.

## Biografia
Fritz Busch va estudiar amb Fritz Steinbach a Colònia. Als 19 anys va esdevenir director de banda a Riga, després a Bad Pyrmont i Gotha. De 1912 a 1918 va ser director musical de l'Orquestra Simfònica d'Aquisgrà.
Del 1918 al 1922 va ser director general de música de l'aleshores Hofoper Stuttgart i després, succeint a Fritz Reiner (que havia acceptat un compromís als EUA el 1921), director en cap i director d'òpera de la Semperoper de Dresden fins al 1933, on va esdevenir un protagonista de la Semperoper a través de produccions exemplars es va convertir Verdi Renaissance. El 1924 va dirigir a Bayreuth, el 1926 als World Music Days de la Societat Internacional per la Música Contemporània (ISCM World Music Days) a Zuric, el 1927/28 a Nova York i el 1929 a Londres. Va fer aparicions com a convidat amb la Sächsische Staatskapelle Dresden, entre d'altres al Festival de Salzburg amb Die Entführung aus dem Serail de Mozart i a l'Òpera alemanya de Berlín amb Un ballo in maschera de Verdi.

El matí del 7 de març de 1933, Busch va ser destituït del seu càrrec de GMD pel director d'art del districte de NSDAP Alexis Posse; el seu successor va ser Karl Böhm el 1934. Abans que comencés l'actuació de Rigoletto aquella mateixa nit, Busch va ser cridat des del podi per homes de la Sturmabteilung (SA) i va sortir del teatre; el mestre de capella Kurt Striegler va assumir la direcció de l'actuació. Aquest acomiadament no va ser ben rebut ni tan sols a Berlín. Göring va oferir al famós director la direcció de l'Òpera de Charlottenburg de Berlín. Busch va descriure la conversa amb Göring de la següent manera:
Vaig dir que no agafaria el lloc a cap col·lega jueu.
 - Göring: Bé, estimat amic, també tenim els mitjans per obligar-te a fer-ho!
 - Només prova-ho, vaig dir.
 No gaudireu d'un Tannhäuser forçat sota el meu lideratge.
 Mai has sentit res tan avorrit a la teva vida.
Busch va emigrar a Anglaterra i, juntament amb Carl Ebert, hi van fundar el Festival de Glyndebourne com a director igualitari, que van dirigir fins a l'inici de la Segona Guerra Mundial. Altres estacions de l'exili van ser Buenos Aires, on va treballar al Teatre Colón, i va adquirir la nacionalitat argentina el 1936.
Estocolm, a partir de 1934 amb l'Orquestra Simfònica Nacional Danesa (DR Symfoni Orkestret, la Danish Radio Orchestra), fundada el 1925, a Copenhaguen, on va dirigir nombroses estrenes, per exemple, l'estrena de la Sinfonia Svastika de Louis Glass el 1936. Edimburg i Zuric van ser més parades. El 1940, Busch i la seva dona Grete van fugir d'Europa cap a Amèrica. Allà es van quedar principalment a l'Argentina, però els anys 1941 i 1942 Busch també va dirigir a Nova York. De 1945 a 1950, Busch va ser director artístic de la Metropolitan Opera de Nova York. L'estiu de 1950 va dirigir per primera vegada les actuacions del Festival de Glyndebourne. El febrer de 1951, Busch va tornar a Alemanya per dirigir la primera producció d'òpera de l'aleshores Nordwestdeutscher Rundfunk (NWDR) a la nova sala de retransmissions de Colònia: Verdi's Masked Ball. La seva mort el 14 de setembre de 1951 va precedir el seu nomenament a l'Òpera Estatal de Viena.
Busch era amic, entre d'altres, de Richard Strauss i d'altres directors coneguts com Arturo Toscanini. Amb motiu del seu 100è aniversari, va ser nomenat pòstumament membre honorari de la Staatskapelle Dresden. Va ser només 65 anys després que els nazis el van expulsar del seu càrrec com a director general de música de Dresden que Giuseppe Sinopoli es va disculpar simbòlicament per aquest acte bàrbar el 22 de setembre de 1998.
Fritz Busch era germà del violinista Adolf Busch, de l'actor Willi Busch, del violoncel·lista Hermann Busch i del pianista Heinrich Busch. Com els seus germans, també va ser membre de la Lògia Internacional d'Artistes. També va tenir dues germanes: Elisabeth (1894–1965), que va treballar temporalment com a actriu i Magdalene (1904–1922), que es va formar com a ballarina de ballet. El seu pare era el violinista Wilhelm Busch. Fritz Busch havia estat casat amb Grete Boettcher (1886–1966) des de 1911, filla del periodista i membre del Reichstag Friedrich Boettcher; Van tenir tres fills, inclòs el seu fill Hans Busch, que també treballava com a director.

## Premi Fritz Busch
Amb el Premi Fritz Busch, la Fundació per a la Promoció de la Semperoper ha estat homenatjant artistes o conjunts destacats que pertanyien o pertanyen a l'Òpera Estatal de Saxònia des de 1993. El premi té lloc anualment com a part d'una gala: el concert dels guardonats de la fundació. Els guanyadors anteriors van ser Peter Bruns (1993), Peter Damm (1995) i Eckart Haupt (1996).

## Treballs
- Fritz Busch: Aus dem Leben eines Musikers.. Rascher, Zuric 1949. Més recentment com a rústica Fischer, Frankfurt/M. 2015, ISBN 978-3-596-30279-6
- Fritz Busch: Der Dirigent. Editat a per Grete Busch i Thomas Mayer. Atlantis-Verlag, Zuric 1961. Més recentment com a rústica Fischer, Frankfurt/M. 2015, ISBN 978-3-596-30336-6

## Enregistraments sonors
- Steffen Lieberwirth (Hrsg.), Fritz Busch, Sämtliche Dresdner Aufnahmen 1923 bis 1932; Edition Staatskapelle Dresden, drei CDs, eine DVD
- Mozart: Così fan tutte, mit Ina Souez (Fiordiligi), Luise Helletsgruber (Dorabella), Irene Eisinger (Despina), Heddle Nash (Ferrando), Willi Domgraf-Fassbaender (Guglielmo), John Brownlee (Alfonso). Glyndebourne Festival Orchestra, Dirigent: Fritz Busch. Erste Gesamtaufnahme dieser Oper, 1935. Naxos 8.110280-81. (Remastered Version, 2004)
- Mozart: Don Giovanni, mit John Brownlee (Don Giovanni), Salvatore Baccaloni (Leporello), Ina Souez (Donna Anna), Koloman von Pataky (Don Ottavio), Luise Helletsgruber (Donna Elvira), Audrey Mildmay (Zerlina), Roy Henderson (Masetto), David Franklin (Commendatore). Glyndebourne Festival Orchestra, Dirigent: Fritz Busch. Erste Studio-Gesamtaufnahme dieser Oper, 1936. His Master’s Voice, später auch RCA Victor, Turnabout TV-4117-4119, reissued in 1989, Pearl GEMM CDS-9369 und Naxos 8.110135-37.
- Mozart: Les noces de Fígaro, mit Audrey Mildmay (Susanna), Aulikki Rautawaara (Contessa Almaviva), Luise Helletsgruber (Cherubino), Constance Willis (Marcellina), (unbekannt) Barbarina, Willi Domgraf-Fassbaender (Figaro), Roy Henderson (Conte Almaviva), Norman Allin (Bartolo), Heddle Nash (Don Basilio). Festival de Glyndebourne, Dirigent: Fritz Busch. 1934–35. Turnabout TV-4114-4116, reissued in 1981, Turnabout Historical Series THS 65081-83, in 1989, Pearl GEMM CDS-9375, und Naxos (2002) 8.110186-87.